# سافي بيرليت
سافي بيرليت (بالفرنسية: Savy-Berlette)‏ هي بلدية تقع في إقليم باد كاليه من منطقة نور با دو كاليه في شمال فرنسا. تبلغ مساحة هذه المدينة 7.49 (كم²)، وترتفع عن سطح البحر 98 م، يبلغ عدد سكانها 1062 نسمة حسب إحصاء المعهد الوطني للإحصاء والدراسات الاقتصادية سنة 2009 م. وترأس Jean-François Varoqui البلدية خلال فترة (2008-2014).